# 64. Infanterie-Division (Wehrmacht)
La 64. Infanterie-Division fu una divisione dell'esercito tedesco attiva durante la seconda guerra mondiale che venne creata nell'agosto 1944 e schierata in Francia, dove fu fatta prigioniera dalla truppe canadesi, per poi essere sciolta nel novembre dello stesso anno.

## Storia
La divisione fu costituita il 26 giugno 1944 nell'area di addestramento militare di Wahn ed il 13 agosto, prima che la sua formazione venne completata, venne schierata in Francia a Calais, sul Canale Albert. La divisione fu annientata alla fine di ottobre nella testa di ponte a sud della Schelda e con ordinanza del 22 novembre 1944 la divisione fu sciolta con effetto immediato.

## Ordine di battaglia
- Grenadier-Regiment 1037
- Grenadier-Regiment 1038
- Grenadier-Regiment 1039
- Divisions-Füsilier-Bataillon 64
- Artillerie-Regiment 164
- Pionier-Bataillon 164
- Feldersatz-Bataillon 164
- Panzerjäger-Kompanie 164
- Divisions-Nachrichten-Abteilung 164
- Kommandeur der Divisions-Nachschubtruppen 164
- Divisionseinheiten 164[1]

## Comandanti
- Generalmajor Kurt Eberding (5 luglio 1944 - novembre 1944)[1]